# Bivio San Polo
Il Bivio San Polo, localmente denominato come Bivio Emisfero, dal nome del centro commerciale poco distante a sud, è uno dei più importanti incroci ferroviari del Friuli.
Esso, infatti, congiunge le stazioni di Venezia Santa Lucia, Udine e Trieste Centrale, collegando rispettivamente la linea Venezia-Trieste e la linea Trieste-Udine.